# L'ingenu
L'ingenu és un conte filosòfic de Voltaire publicat en 1767 i traduït al català.

## Argument
Un home anomenat Ingenu perquè s'ha criat entre els hurons i no coneix els usos de la cort, arriba a França. Allà el bategen, descobreixen un parentiu amb prohoms locals, i ell s'enamora d'una jove però la seva família no veu amb bons ulls la unió i la tanquen en un convent. L'Ingenu, després d'haver destacat militarment, arriba a París disposat a demanar al rei que alliberi la seva estimada. Allà, però, és tancat per un seguit de cartes calumnioses. A la presó coneix un vell capellà que l'instrueix.
Mentrestant la noia fuig i va a ciutat per mirar d'alliberar-lo. El ministre accedeix a escoltar-la a canvi de favors sexuals. Ella accedeix i l'Ingenu, amb el seu amic, surt de la seva cel·la i ja planeja el matrimoni enmig de la felicitat de la seva família. La dissort, però, torna a aclaparar-lo perquè la seva núvia mor de la vergonya del seu pecat, malgrat el perdó que rep a les seves darreres hores.
El seu seductor, que s'havia acostat a la casa buscant-la, s'avergonyeix en veure els resultats de les seves males accions i des d'aleshores esdevé el protector de l'Ingenu, el qual fa carrera a l'exèrcit.

## Anàlisi
L'obra té un marcat caràcter satíric, en la línia d'altres contes filosòfics de Voltaire. L'autor critica durament la hipocresia dels nobles i dels jesuïtes, els quals tenen accés al poder reial i persegueixen altres creences però estan immersos en el pecat. Oposa les falsedats de la suposada civilització a la raó natural i mancada de prejudicis del protagonista, arquetip del bon salvatge. La història segueix l'esquema tradicional de la novel·la sentimental de l'època, amb un gran amor i una identitat secreta que ennobleix els herois.